# (4372) Quincy
(4372) Quincy (1984 TB) – planetoida z pasa głównego asteroid okrążająca Słońce w ciągu 5,01 lat w średniej odległości 2,93 j.a. Odkryta 3 października 1984 roku.